# 河里乡 (冕宁县)
河里乡，是中华人民共和国四川省凉山彝族自治州冕宁县曾经下辖的一个乡。2019年12月，撤销河里乡，所属行政区域划归河边镇管辖。

## 行政区划
河里乡撤销前下辖以下地区：
河里村、曲木村、波罗村、许子村和三联村。